# Myosotis chakassica
Myosotis chakassica är en strävbladig växtart som beskrevs av O.D. Nikiforova. Myosotis chakassica ingår i släktet förgätmigejer, och familjen strävbladiga växter. Inga underarter finns listade i Catalogue of Life.